# Axe (marque)
Pour les articles homonymes, voir Axe.
Axe est une marque de produits cosmétiques et d'hygiène principalement pour hommes, du groupe Unilever, lancée en France en 1983. Si, à l'origine, la marque ne commercialisait qu'un déodorant parfumé sous forme d'aérosol, elle a par la suite élargi sa gamme avec d'autres produits comme les gels douche depuis 2002, et les soins capillaires dix ans plus tard.

## Présentation
Inspirée du déodorant féminin Impulse, Axe apparait en France en 1983. La marque, déclinée depuis en divers produits d'hygiène pour constituer une large gamme de déodorants, gels douche, lotion après rasage, eaux de toilette et produits capillaires, est développée en Europe deux ans plus tard, puis dans le reste du monde les années suivantes ; Axe est aujourd'hui vendue dans plus d'une soixantaine de pays. Elle occupe la première place sur plusieurs marchés européens et latino-américains, et elle est le leader mondial des déodorants et gels douche pour hommes. En France, Axe représente de nos jours un tiers du marché des gels douche pour hommes et est également leader des déodorants masculins.
Le groupe Unilever étant numéro 2 mondial des soins capillaires derrière Procter & Gamble, Axe se décline en shampooing, gels et crèmes coiffants « Axe Air » à partir de 2012 en Europe,, venant concurrencer le groupe L'Oréal, leader sur le marché français. Des déodorants féminins « Axe Anarchy » sont également commercialisés cette même année.
Au Royaume-Uni, en Irlande, en Australie, en Nouvelle-Zélande et en Chine, la marque est commercialisée sous le nom de Lynx.

### Publicités
Les campagnes de publicité, principalement télévisées, jouent sur l'attirance que les produits de la gamme provoqueraient sur les femmes au passage d'un homme : d'après la marque qui utilise systématiquement l'humour et le second degré dans ses publicités, l'utilisation des produits et « l'effet Axe » inhérent à ceux-ci permettrait d'attirer les femmes.
La marque dispose également depuis une dizaine d'années de l'« Axe Boat », bateau naviguant entre différentes stations balnéaires durant l'été afin d'organiser des soirées musicales,.

Des exemples de produits
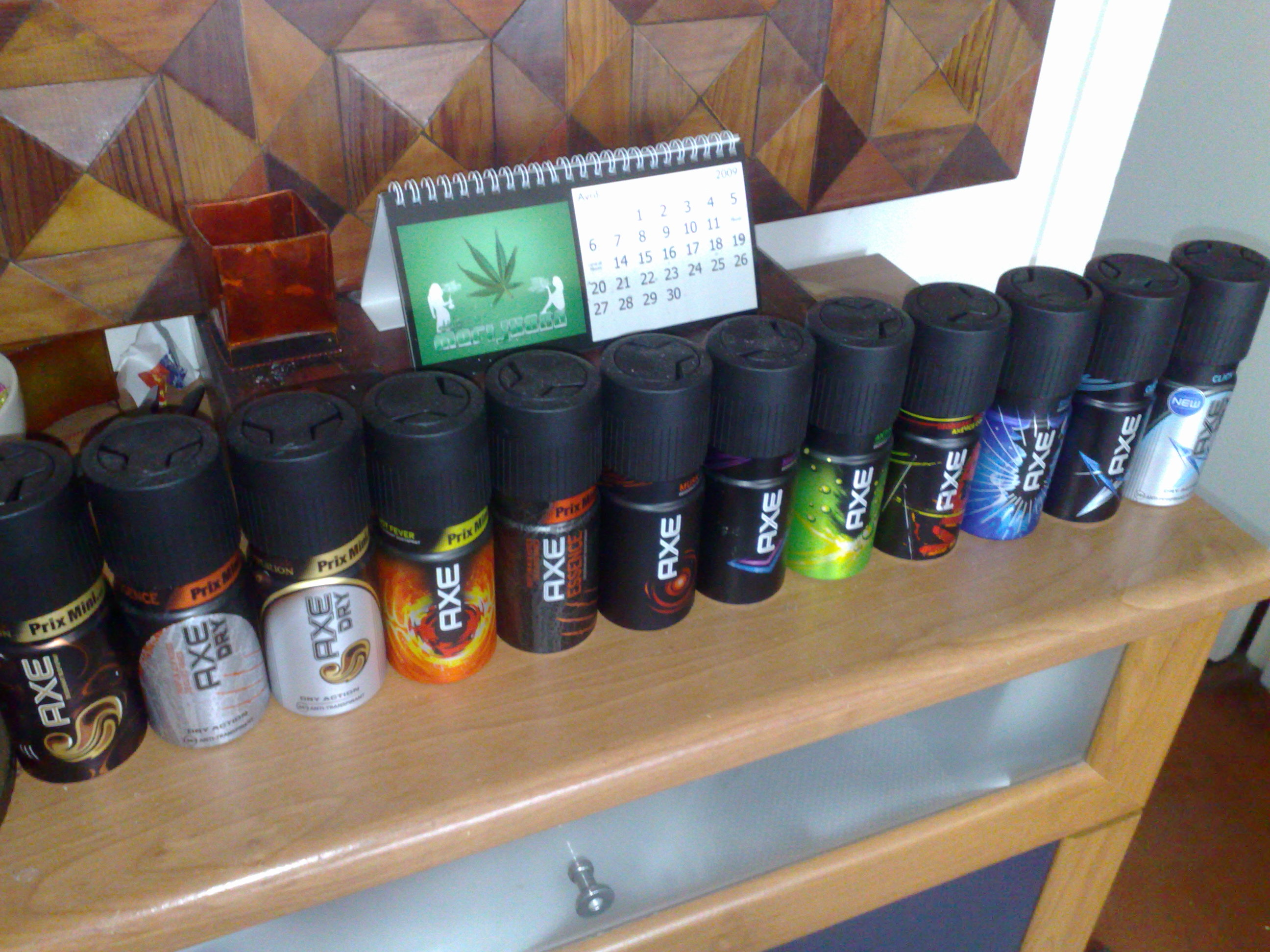
Des déodorants.
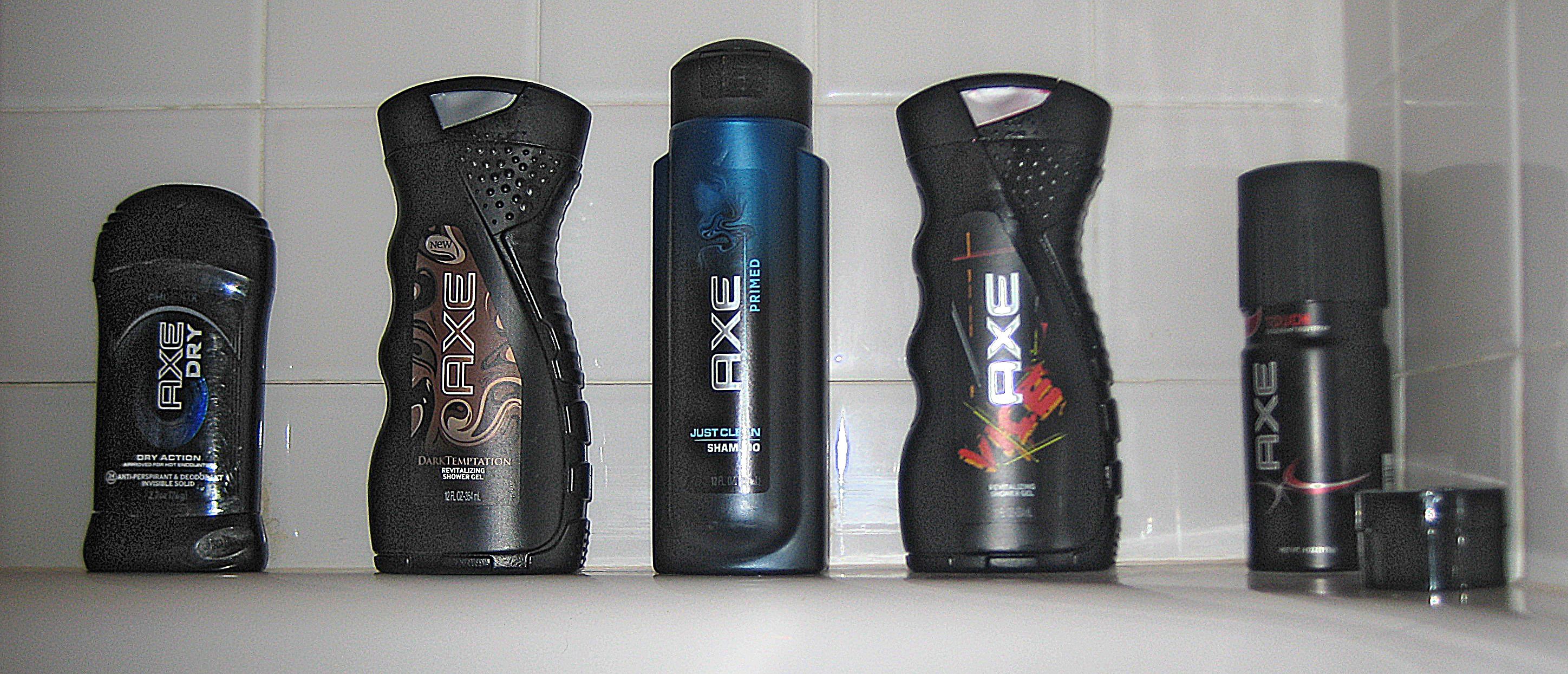
Une partie de la gamme.